# Fachlaufbahn

Die Fachlaufbahn ist ein Laufbahnkonzept, das oft neben einer Führungslaufbahn / Managementlaufbahn und einer Projektlaufbahn existiert. Sie soll in einer Zeit flacher Hierarchien (Lean Management) eine Weiterentwicklungsmöglichkeit für Mitarbeiter bieten, die andernfalls auf der Suche nach einer Aufstiegsmöglichkeit das Unternehmen verlassen und wertvolles Fachwissen mitnehmen könnten. Dieser Aspekt wird in einer Gesellschaft, die sich von der Industriegesellschaft in eine Wissensgesellschaft entwickelt, immer relevanter. Mitarbeiter mit hervorragendem fachlichen Know-how sind ein Human Capital, das wettbewerbs- und überlebensrelevant für Unternehmen ist.  Im Zusammenhang mit der sich in den letzten Jahrzehnten abzeichnenden Änderung der Führungslaufbahn (Moderator statt Ansager) wird hier die Fachlaufbahn aufgewertet und rückt für viele Unternehmen aktuell wieder stark in den Fokus des Interesses. In diesem Zusammenhang ist das Fachlaufbahnkonzept für viele technologiegetriebene Unternehmen auch ein wesentlicher Baustein eines unternehmenseigenen Retention Managements. 

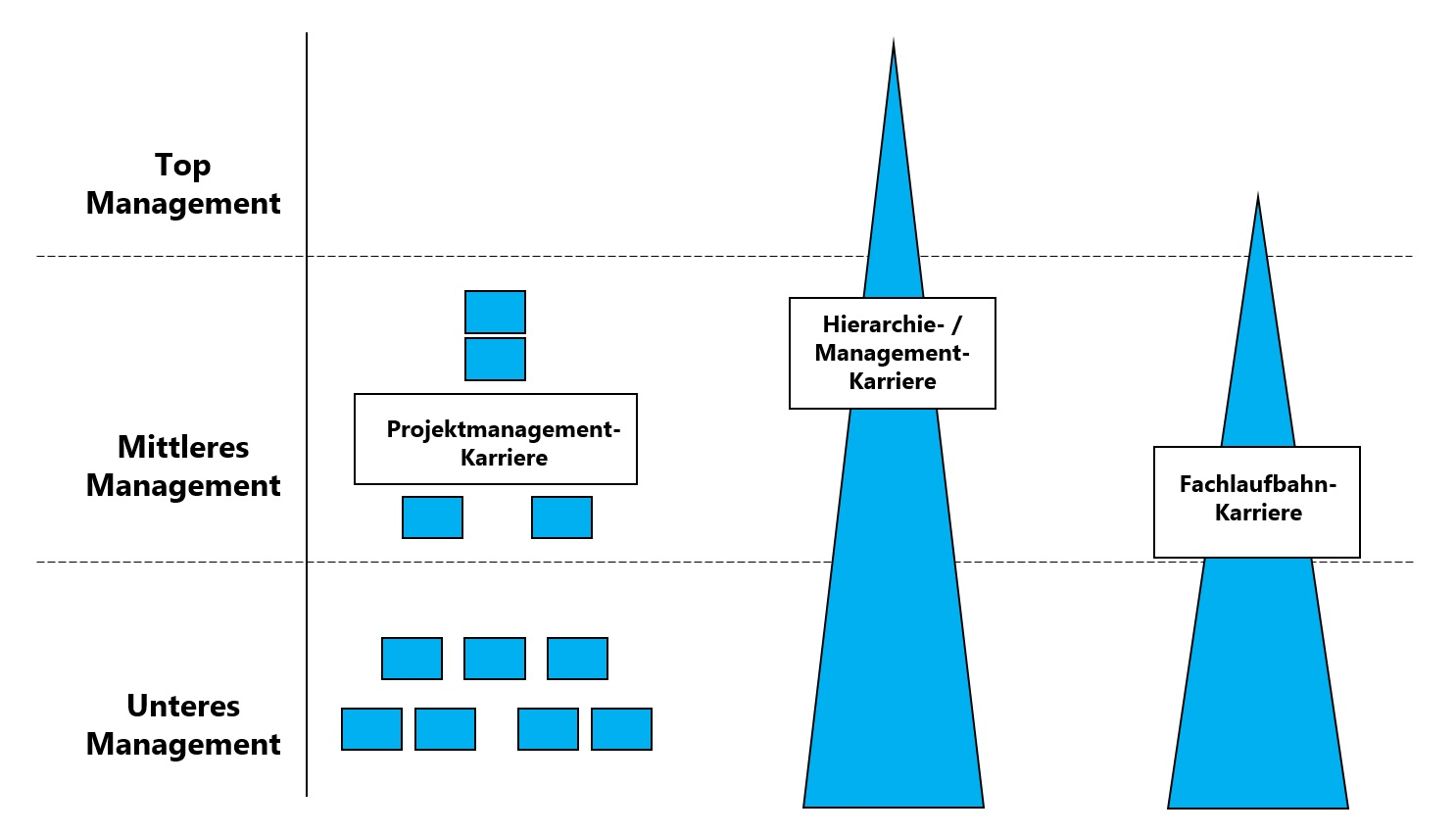
Verschiedene Laufbahnkonzepte

Mitarbeiter, die eine Fachlaufbahn einschlagen, entscheiden sich oft bewusst gegen eine Führungslaufbahn und die damit verbundenen Managementaufgaben. Sie haben entweder überhaupt keine oder nur geringe Führungsaufgaben wahrzunehmen. An der Spitze der Fachlaufbahn findet man – gerade in Großkonzernen – oft anerkannte Spezialisten (Solitäre/Koryphäen) in ihrem Fachgebiet, die weltweit mit Forschern renommierter Forschungsinstitutionen auf Augenhöhe diskutieren können. Sie verantworten z. B. die Grundlagenforschung in ihren Unternehmen und entscheiden damit über die Entwicklung zukünftiger Technologien und Geschäftsfelder.

## Entwicklung
Ansätze zu Fachlaufbahnen zeigen sich schon früh in der Verwaltungs- und Militärgeschichte der Staaten. Als Beispiele können der Sekretär im klassischen Sinn, der Arzt oder der Militärgeistliche dienen, die meist nur einer hochrangigen Führungskraft (Kanzler, Minister oder Lagerkommandant und Kapitän) unterstanden und meist keiner eigenen Hierarchie vorstanden.
Eine weite Verbreitung setzte jedoch erst in den 1970er Jahren ein, als die Lebenserwartung in den westlichen Staaten deutlich zugenommen hatte und folglich Führungsposten länger von ihren Inhabern besetzt wurden. Zudem änderte sich die Bevölkerungsstruktur von einer Pyramide zu einem Zylinder, weshalb ein Wachstumsfaktor entfiel. Gleichzeitig konnte durch Technisierung die Führungsspanne vergrößert werden. Hinzu kam die Abschaffung ganzer Hierarchieebenen durch die Einführung von Lean Management. Die bisherigen Karrieremöglichkeiten wurden dadurch eingeschränkt, und es musste ein adäquater Ersatz gefunden werden.

## Zweck
Die Fachlaufbahn soll in einem Unternehmen mehreren wichtigen Zwecken dienen: Erstens ergänzt sie die Führungslaufbahn um Karrieremöglichkeiten, um die Mitarbeiter zu Leistungen anzuspornen und von einer Abwanderung abzuhalten. Zweitens bündelt sie das Fachwissen konkret in wenigen Personen, die als Ansprechpartner bekannt sind. Zum dritten eignen sich fachlich kompetente Mitarbeiter nicht unbedingt für die Führungslaufbahn, weil sie ggf. Schwächen im Umgang mit Menschen oder mit Verwaltungsaufgaben zeigen.
Analog zur Führungslaufbahn nimmt die Verantwortung in der Fachlaufbahn mit jeder Stufe zu, gleichfalls der Umfang der Aufgaben. Häufig ist dabei neben den fachlichen Fähigkeiten Kommunikationsfähigkeit gefragt, was bei möglichen Aspiranten für die Fachlaufbahn für Schwierigkeiten sorgen kann. 
Die Beförderung zur nächsten Stufe ist firmenspezifisch geregelt. Im Idealfall bewertet ein Komitee aus Fachkräften der fraglichen oder einer höheren Stufe die Fähigkeiten des Bewerbers. Problematisch hingegen ist es, wenn Führungskräfte ohne fachliche Kompetenz über die Beförderung entscheiden.

## Bewertung

### Chancen
Es wird in strategisch relevanten Feldern eine Fachexpertise aufgebaut, gepflegt und gehalten, die das Unternehmen unabhängig von externen Anbietern macht. Die Fachspezialisten sind im Unternehmen bekannt und haben auch genügend Zeit, fachliche Probleme zu lösen. Somit wird ein guter Experte nicht zum schlechten Vorgesetzten. Gleichzeitig steigt die Arbeitsmotivation des betroffenen Mitarbeiters, weil er sich auf seine Stärken konzentrieren kann und keine ihm unangenehmen Aufgaben übernehmen muss. Der Mitarbeiter sieht Weiterentwicklungsmöglichkeiten und verbleibt mit seinem Wissen im Unternehmen.
Die eingeschlagene Fachlaufbahn ist keine endgültige Entscheidung. An bestimmten Entwicklungspunkten, die jeweils das Unternehmen bestimmt, können Mitarbeiter in die Führungs-Management- und/oder Projektlaufbahn wechseln oder umgekehrt.
Beispielhaft kann das an der nachfolgenden Grafik dokumentiert werden (Chors, 2001, S. 64). Mitarbeitern ist es auf ihrem Karriereweg möglich – nach erfolgreichem Durchlauf entsprechender Assessmentcenter (AC) – zwischen den Laufbahnpfaden zu wechseln, also in diesem Beispiel zwischen der Führungs- und der Fachlaufbahn.

### Risiken
Nur wenige Unternehmen folgen bislang dem Idealbild. Problematisch ist dies, weil es das Image der Fachlaufbahn beschädigen kann und sie so in vielen Unternehmen kontraproduktiv als Laufbahnalternative 2. Klasse angesehen wird.
- Die Fachlaufbahn kann z. B. als Beruhigungstablette für karrierebewusste Mitarbeiter missbraucht werden. Diese Vorgehensweise ist daran zu erkennen, dass es sich zwar um qualifizierte Mitarbeiter handelt, aber der Titel auch auf andere Positionen mit anderen Aufgaben mitgenommen werden kann, ohne die erforderliche Fachkompetenz vorweisen zu müssen.

- Nach einer Kienbaum-Studie von 2006 enden die meisten Fachlaufbahnen gehaltlich auf der adäquaten Stufe eines Gruppenleiters, weil das Salär von der Führungskraft festgesetzt wird und traditionell ein Abstand zwischen Führung und Mitarbeitern gewahrt werden „muss/soll“. Dies frustriert viele Fachspezialisten und führt auch zu einem schlechten Image der Fachlaufbahn.

- Während Führungskräfte für die Geschäftsleitung sichtbar sind und dies auch eingeschränkt über Steuerungsgremien für Projektmanager gilt, haben Fachkräfte meist keinen direkten Kontakt und werden deshalb kaum wahrgenommen. Häufig reicht die Fachlaufbahn schon gar nicht bis ans oberste Gremium, sodass Fachkräfte weder nominell noch tatsächlich eine angemessene Wertschätzung erfahren. Damit ist auch das Bilden hochrangiger Netzwerke und die Einbindung in Informationsverteiler als Voraussetzung für die weitere Karriere oft eingeschränkt.

- In vielen Unternehmen mit Fachlaufbahnen werden die Führungskräfte mit (Projekt-)Management- und höheren Fachaufgaben betraut, sodass eine strikte Trennung nicht gegeben ist. Folglich muss die Fachkraft ggf. in Konkurrenz zu den eigenen Führungskräften treten.

- Werden Fachpositionen ausgeschrieben, treten Fachkräfte häufig in Konkurrenz zu externen Spezialisten. Diese werden in vielen Firmen höher und kompetenter geschätzt, als die eigenen Mitarbeiter und häufig auch deutlich besser bezahlt.

- Ein Wechsel des Aufgabenbereichs ist meist schwer, weil die fachliche Kompetenz neu aufgebaut werden muss.

## Situation
Die aufgezählten Risiken führen dazu, dass in vielen Unternehmen weder Führungskräfte noch Mitarbeiter die Fachlaufbahn ernst nehmen und letztere meist auch nicht besonders erstrebenswert finden. Das führt zu Frustrationen bei den Fachkräften und kann, je nach persönlicher Situation, in tatsächlicher oder innerer Kündigung enden. Die Mehrkosten und der Verlust an Wettbewerbsfähigkeit können für die Firma erheblich sein. 
Erstaunlicherweise beklagen die Unternehmensverbände seit 2008 den vorhandenen und steigenden Fachkräftemangel, bieten aber andererseits ihren Mitgliedern und den Fachkräften keine adäquaten Alternativen an. Möglich wäre hier die Implementation von gleichwertigen Fachlaufbahnmodellen, ausgestattet mit den hierarchiespezifischen Insignien der Macht (Titel, Bezahlung, Dokumentation im Organigramm, Budget, Zugehörigkeit zu den entsprechenden Informationszirkeln, Bürogröße und -ausstattung, persönlichem Parkplatz etc.).